# Anabolické steroidy

Oxandrolon

Anabolické steroidy (AS) jsou tělu přirozené steroidy, signální a stavební látky pro anabolismus, podporující tvorbu bílkovin a obecně nutné pro růst buněk svalů a kostí. Syntetické androgenní anabolické steroidy (AAS) jsou deriváty látky podobné mužskému hormonu testosteronu, vyrobené průmyslově.

## V medicíně
Lékaři je podávají po úrazech, aby zlepšili hojení svalů. U některých pacientů (u mužů) se podávají jako náhrada přirozeného testosteronu (při diagnostikované hormonální dysfunkci), pokud je hladina přirozeného testosteronu v krvi nízká, nebo nedostatečná; také při léčbě HIV pozitivních pacientů, dále při léčbě řídnutí kostí (osteoporózy), u příznaků mužského přechodu (klimakteria) – snížený sexuální apetit, poruchy potence.
Náhrady testosteronu se v medicíně mohou používat jako doplňková medikace v případě změny pohlaví u transgender mužů.

## Zneužívání
Steroidy jsou často zneužívány sportovci, např. atlety, kulturisty nebo MMA zápasníky ke zvětšení a zesílení svalů a zvýšení sportovního výkonu. Většina uživatelů steroidů nejsou sportovci. V USA uživá AAS 1–3 miliony lidí (1 % populace) Uživatelé AAS bývají většinou heterosexuální muži střední třídy s mediánem věku 25 let, kteří jsou nesoutěžními kulturisty a neatlety a používají drogy pro kosmetické účely. Mezi 12–17letými chlapci se užívání steroidů a podobných léků od roku 1999 do roku 2000 zvýšilo o 25 %, přičemž 20 % procent z nich tvrdí, že je užívají spíše pro vzhled než pro sportovní užití. Uživatelé AAS mají tendenci zkoumat léky, které užívají více než ostatní uživatelé kontrolovaných látek; nicméně hlavní zdroje konzultované uživateli steroidů zahrnují přátele, nelékařské příručky, internetová fóra, blogy a časopisy o fitness, které mohou poskytnout pochybné nebo nepřesné informace.

## Nežádoucí účinky
Anabolické steroidy mohou u mužů nebezpečně poškodit játra, ledviny, způsobit zmenšení varlat, impotenci, mají vliv na zvýšený výskyt zubního kazu, dlouhodobé podávání poškozuje srdce a způsobuje růst orgánů. Muži také mohou trpět nebezpečným kolísáním nálady a psychologickými potížemi, zejména nadměrnou agresivitou a poruchami soustředění. Dalším vedlejším příznakem bývá gynekomastie (vývin prsních žláz u mužů), potlačení tvorby spermií, porušený tvar spermií, neplodnost, poruchy erekce, hormonální dysfunkce a úbytek / zastavení tvorby vlastního testosteronu. U žen, jež požívají dlouhodobě anabolika, se vyvine mužský vzhled, může docházet k hrubnutí hlasu a virilizačním příznakům. U dětí bývá registrováno předčasné zastavení růstu. Obecně však při krátkodobém užívání a dodržování klinických dávek bývají AS dobře snášeny.

### Vliv na kůži
Anabolické steroidy jsou příčinou nadměrného vylučování mazu, což vede k mastné pokožce. Tím se ucpávají potní póry a dochází tak k jejich zanícení, což vede k akné. Kůže ztrácí přirozenou pružnost, ve vazivové vrstvě vznikají trhlinky (strie). Užívání anabolik též způsobuje vypadávání vlasů.

### Rakovina
Mezinárodní agentura pro výzkum rakoviny (IARC) v roce 1987 klasifikovala anabolické steroidy jako karcinogen skupiny 2A.
Často se diskutuje o spojitosti anabolických steroidů s karcinomem prostaty, varlat, jater a ledvin.